# 第509重戦車大隊
第509重戦車大隊（ドイツ語: schwere Panzerabteilung 509）とは第二次世界大戦中、ドイツ国防軍陸軍に所属した重戦車大隊である。

## 第二次世界大戦
1943年9月9日、第509重戦車大隊は第22装甲師団傘下の第204装甲連隊をほぼ引き抜く形で設立された。部隊は45両のティーガーIを保有し、ウクライナの南方軍集団に配属された。10月に入ると、部隊はキロボグラードとクリボイログで活動した。
1944年初期、部隊は第二次キエフの戦いに参加したのち、ウクライナから撤退した。5月下旬、部隊は再編成のために後退した。6月1日、ティーガーIを補充すると再び前線に送られた。6月22日、ソビエト軍はバグラチオン作戦を決行、部隊は中央軍集団に配属された。9月8日、部隊はポーランドのキェルツェで、終日までに16両のティーガーIを失った。
9月下旬、後退した部隊はティーガーIIを与えられた。12月に新しい45両のティーガーIIを与えられると、部隊はブダペストを拠点とする第4SS装甲軍団に配属された。1945年1月18日になると、部隊はコンラート作戦に参加したが、作戦は完全に失敗した。この作戦で、部隊は45両のうち40両のティーガーIIを失った。
3月、部隊は第3軍団に配属され、春の目覚め作戦に参加した。その後ウィーンに撤退すると、4月にはアメリカ軍の前線まで後退する前にウィーンの戦いに参加した。そして5月9日、部隊はリンツでアメリカ軍に降伏した。

## 指揮官
- ハンニバル・フォン・リュッティヒャウ大尉(1943年8月? - 1943年11月?)
- ハンス＝ユルゲン・ブルメスター（英語版）大尉(1944年3月? - 1945年2月?)